# Brenden Aaronson
Brenden Russell Aaronson (født 22. oktober 2000) er en amerikansk professionel fodboldspiller, som spiller for EFL Championship-klubben Leeds United og USA's landshold.

## Klubkarriere

### Philadelphia Union
Aaronson begyndte sin karriere hos Philadelphia Union. Han gjorde sin debut for reserveholdet, Bethlehem Steel FC, i løbet af 2017 sæsonen. Han debuterede for førsteholdet i 2019 sæsonen, og blev med det samme etableret som en fast mand på Union holdet, og kom efter sæsonen på andenplads i afstemning om årets rookie i MLS, kun bag ved Andre Shinyashiki.
Han fortsatte sit gode spil i den næste sæson, og blev inkluderet på årets hold i MLS i 2020 sæsonen.

### Red Bull Salzburg
Det blev i oktober 2020 annonceret at Aaronson ville skifte til Red Bull Salzburg ved årsskiftet. Han var i sin tid hos Salzburg med til at vinde den østrigske Bundesliga to gange.

### Leeds United
Det blev i maj 2022 annonceret at Aaronson ville skifte til Leeds United ved afslutningen af 2021-22 sæsonen. Han blev her genforenet med træner Jesse Marsch, som havde købt ham til Salzburg.

#### Leje til Union Berlin
Aaronson blev i juli 2023 udlejet til Union Berlin, efter at Leeds havde rykket ned fra Premier League i den forrige sæson.

## Landsholdskarriere

### Ungdomslandshold
Aaronson har repræsenteret USA på flere ungdomsniveauer.

### Seniorlandshold
Aaronson debuterede for USA's landshold den 1. februar 2020.

## Privat
Brenden Aaronsons lillebror Paxten Aaronson er også professionel fodboldspiller.

## Titler
Philadelphia Union
- Supporters' Shield: 1 (2020)

Red Bull Salzburg
- Østrigske Bundesliga: 2 (2020-21, 2021-22)
- Østrigske Cup: 2 (2020-21, 2021-22)

USA
- CONCACAF Nations League: 1 (2019-20)

Individuelle
- MLS Årets hold: 1 (2020)